# Kangaroo's a Neighbour
Kangaroo's a Neighbour je debitantski studijski album slovenske indie rock skupine Koala Voice, izdan 22. januarja 2015. 6. februarja 2015 ga je skupina tudi uradno predstavila v Kinu Šiška v sklopu festivala MENT. Album je bil izdan v samozaložbi, producent pa je bil Peter Dekleva, član skupine Srečna mladina.
Izidu albuma so sledili številni koncerti po raznih festivalih v Sloveniji, pa tudi v tujini – igrali so v Avstriji, Nemčiji, Rusiji, Srbiji ter na Češkem in Slovaškem.

## Kritični odziv
V recenziji v reviji Mladina je Veljko Njegovan napisal, da skupina Koala Voice »ponuja veliko več od tega, kar trenutno zmore ponuditi marsikateri uveljavljeni slovenski bend ali izvajalec: neobremenjenost, mladostno zagnanost, predvsem pa iskreno ljubezen do tega, kar počnejo«. Albuma številčno ni ocenil.
Na Radiu Študent je bil album uvrščen na 18. mesto, na portalu 24ur.com na 5. mesto in v reviji Hrupmag na 6. mesto najboljših slovenskih albumov leta.

### Priznanja
| objava        | uvrstitev | seznam                      |
| ------------- | --------- | --------------------------- |
| Radio Študent | 18.       | Naj domača tolpa bumov 2015 |
| 24ur.com      | 5.        | Albumi 2015 – domača scena  |
| Hrupmag       | 6.        | Best of 2015                |

## Seznam pesmi
Vse pesmi je napisala skupina Koala Voice.
| Št.             | Naslov                    | Dolžina |
| --------------- | ------------------------- | ------- |
| 1.              | „Dirty Koala‟             | 2:44    |
| 2.              | „Nothing‟                 | 2:48    |
| 3.              | „Go Disco, Go‟            | 2:12    |
| 4.              | „Woke Up from Yesterday‟  | 4:04    |
| 5.              | „Strangers' Tides‟        | 3:22    |
| 6.              | „Bullet in the Brain‟     | 4:18    |
| 7.              | „Last Night at Metelkova‟ | 3:33    |
| 8.              | „Slovenske železnice‟     | 3:26    |
| 9.              | „The French Say‟          | 2:51    |
| 10.             | „The Good Old Days‟       | 2:51    |
| 11.             | „Wild Dancer‟             | 4:29    |
| 12.             | „Bag Interlude‟           | 0:15    |
| 13.             | „Bag‟                     | 4:16    |
| 14.             | „Bird Shit‟               | 3:15    |
| Skupna dolžina: | Skupna dolžina:           | 44:24   |

## Zasedba
Koala Voice
- Manca Trampuš — vokal, kitara
- Domen Don Holc — kitara
- Tilen Prašnikar — bas kitara
- Miha Prašnikar — bobni

Tehnično osebje
- Peter Dekleva — produkcija